# El Valle (Repubblica Dominicana)
El Valle è un comune della Repubblica Dominicana di 7.966 abitanti, situato nella Provincia di Hato Mayor.